# Козьянский заказник
Козьянский заказник (бел. Казьянскі заказнік) — республиканский ландшафтный заказник в Беларуси на территории Полоцкого и Шумилинского районов Витебской области.

## Описание
Официально республиканский ландшафтный заказник был образован постановлением Совета министров Республики Беларусь 11 ноября 1999 года. 31 января 2014 года заказник был включён в Рамсарский список водно-болотных угодий международного значения, он также имеет статус ключевой орнитологической территории. 28 декабря 2019 года площадь заказника была увеличена до 28 469,05 га.
В заказнике насчитывается свыше 400 малых озёр.
В Козьянском заказнике зарегистрированы 21 вид растений и 47 видов животных, занесённых в Красную книгу Республики Беларусь. Растительный мир заказника отличается особенно высоким разнообразием мхов и лишайников.
Заказник является перспективным направлением для экотуризма, по нему проложены многочисленные тропы и маршруты.
В заказнике находятся 15 памятников истории и 2 памятника археологии. Здесь разрешена охота.